# Frank Murkowski

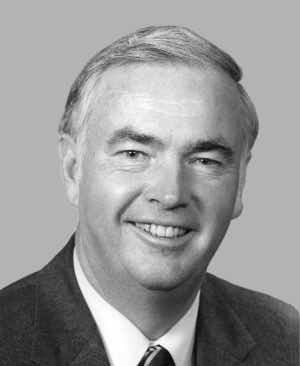
Frank Murkowski (2007)

Francis Hughes „Frank“ Murkowski (* 28. März 1933 in Ketchikan, Alaska-Territorium) ist ein US-amerikanischer Politiker der Republikanischen Partei. Er war von 2002 bis 2006 Gouverneur von Alaska, zuvor von 1981 bis 2002 US-Senator für diesen Bundesstaat. Nach dem Wechsel vom Senatoren- zum Gouverneursamt ernannte er seine Tochter Lisa Murkowski zu seiner Nachfolgerin im Senat.

## Leben
Murkowski graduierte 1951 an der Ketchikan High School, besuchte dann anfangs die Santa Clara University, machte jedoch 1955 den Hochschulabschluss in Wirtschaft auf der Seattle University. Beide sind Jesuiten-Universitäten. Danach war er bis 1957 in der U.S. Coast Guard tätig, arbeitete für die Pacific National Bank in Seattle und besuchte die Pacific Coast Banking School.
Als Murkowski 1966 zum Commissioner of Economic Development in Alaska ernannt wurde, war er mit seinen damaligen 33 Jahren zu der Zeit der jüngste Kommissar, der dieses Amt bekleidete. 1971 wurde er der Präsident der Alaska National Bank of the North; seine Familie zog daraufhin nach Fairbanks. Ferner war er auch Präsident der Alaska Bankers Association und der Alaska State Chamber of Commerce. 1970 bewarb er sich um das einzige Mandat seines Staates im US-Repräsentantenhaus, unterlag aber dem Demokraten Nick Begich.
Murkowski wurde 1980 in den US-Senat gewählt, wo er die nächsten 22 Jahre Alaska vertrat. Während seiner Zeit im Senat trat er am meisten als Vorsitzender des Ausschusses für Energie und Bodenschätze von 1995 bis 2001 hervor. Er war auch im Finanz- und im Veteranenausschuss sowie im Committee on Indian Affairs tätig.
Am 5. November 2002 wurde Frank Murkowski zum Gouverneur von Alaska gewählt, wobei er sich gegen die Kandidatin der Demokratischen Partei, Fran Ulmer, durchsetzte. Er löste den Demokraten Tony Knowles ab und trat sein Amt am 2. Dezember 2002 an. Seine folgende Entscheidung, seine Tochter Lisa Murkowski zu seiner Nachfolgerin im Senat zu ernennen, was er während des Wahlkampfs noch nicht bekanntgeben wollte, wurde hart kritisiert und führte zur Abschaffung dieser Aufgabe des Gouverneurs durch ein Referendum.
Als Gouverneur richtete Murkowski sein Augenmerk auf die Belebung der staatlichen Wirtschaft durch Ressourcenentwicklung sowie durch die Verstärkung des Bildungswesens und des öffentlichen Sicherheitssysteme. Außerdem profilierte er sich als Vorkämpfer gegen den Drogenmissbrauch. In den Vorwahlen der Republikaner zum Gouverneursamt im August 2006 wurde er abgeschlagener Dritter mit 19 Prozent der Stimmen, nach Sarah Palin und John Binkley. Zum 4. Dezember 2006 lief seine Amtszeit aus.
Murkowski ist verheiratet. Mit seiner Frau hat er sechs erwachsene Kinder.